# Trickster (muzikant)
Trickster (echte naam: Juergen Pichler) is een Oostenrijkse muzikant die in het VK woont, bekend om zijn eclectische muziekstijl. 

## Muzikale carrière
De zanger Trickster debuteerde in november 2022 met de single Thank Fuck It's Christmas, waarin hij samen met het Royal Philharmonic Orchestra een niet geschikt voor werk vloekrijke lied zong dat de spanningen en stress van dat jaar weerspiegelde. De songteksten werden geschreven door Guy Chambers (songwriter en producer van Robbie Williams), in samenwerking met de komiek Steve Furst en Trickster. Omschreven als "het enige kerstlied dat uit 2022 had kunnen komen", namen de teksten het op tegen problematische factoren van dat jaar, zoals de activiteiten van de Britse regering, de kosten van levensonderhoud crisis, pandemieën, en de ultra-rijken die probeerden naar Mars te verhuizen.
Een schone versie met de titel Praise Be It's Christmas werd ook uitgebracht en de twee videoclips werden viraal, met enkele miljoenen weergaven op YouTube. Een van deze muziekvideo's werd geregisseerd door Phil Griffin (bekend van zijn werk met Amy Winehouse, Diana Ross, Paul McCartney) en de andere, opgenomen in de Zwitserse Alpen, werd geregisseerd door Norbert Blecha (Requiem voor Dominic, Wolfsliebe).
Geld ingezameld met beide liedjes werd door Trickster gedoneerd aan liefdadigheidsinstellingen die zich bezighouden met kinderwelzijn en sociale honger. Onder het motto "echte verandering is geen grap", verdeelden Trickster en zijn team voedselproducten aan verschillende voedselbanken in het Verenigd Koninkrijk. De South-West Belfast Foodbank, in een van de meest achtergestelde gebieden, kreeg een aanzienlijke boost door deze campagne (ze misten het bijna omdat ze in eerste instantie dachten dat het een grap was, gezien de onverwachte hoeveelheid die naar dit vrij onondersteunde deel van het land werd gestuurd). De zanger legde zijn aandacht voor details, zoals de voedingswaarde van het voedsel, uit door zijn eigen jeugdervaringen met ontoereikende voeding en voedselonzekerheid.
In deze muziekvideo's werd Trickster's echte identiteit verborgen door animatie, wat speculaties opriep over wie hij zou kunnen zijn. Sommigen vroegen zich af of hij de mede-schrijver van de liedteksten Steve Furst is, of een populaire persoonlijkheid waarmee Guy Chambers eerder heeft samengewerkt, of een vroeger beroemde naam die iets te bewijzen had.
In mei 2023 bracht Trickster de single Still Kicking uit, geïnspireerd door een auto-ongeluk dat hij in 2017 in Zuid-Frankrijk overleefde, met een muzikaliteit omschreven als leunend op alternatieve rock uit de late jaren '90, Americana en filmische geluidslandschappen. Het nummer werd geproduceerd door Guy Chambers, Richard Flack en Trickster. De muziekvideo toont de zanger zonder enige verhullende animatie en, samen met het verhaal achter het lied, verscheen er meer informatie in de pers waarin werd vermeld dat hij een Oostenrijker is die in het VK woont.
In november 2023 bracht Trickster "Silent Night" vs "Santa Claus Is Coming To Town" uit, een mash-up van de twee kerstklassiekers met de vocale groep The Swingles. Bij deze gelegenheid vermeldden de media ook de echte naam van deze zanger, Juergen Pichler (eigenaar van dit Trickster-merk). Hij was al bekend als producer van verschillende bands en muzikanten (zoals de Oostenrijkse band Hunger) en als songwriter (zoals Olé Hola van Patrick Lindner). Hij ondersteunde ook liefdadigheidsinitiatieven, zoals "Stoppt die Welpenmafia" in Oostenrijk.
Op 23 april 2024 (Sint-Jorisdag) lanceerde Trickster zijn versie van het Britse volkslied God Save the King, opgenomen samen met het Royal Philharmonic Orchestra in de Abbey Road Studios. Hij gaf aan dat hij deze versie wilde creëren om zijn liefde voor het Verenigd Koninkrijk te uiten. Het nummer was het eerste dat voor Koning Charles werd opgenomen door een buitenlander. Tijdens de productie, toen hij terugkeerde uit Portugal als copiloot in een helikopter, moest hij vanwege technische problemen een noodlanding maken op een boerderij in het noordwesten van Spanje.
In mei 2024 kondigde Trickster op Cannes het project aan van een avontuur-thrillerfilm genaamd Travel Agents (producent: Norbert Blecha), losjes gebaseerd op zijn levensverhaal, met een budget van £85 miljoen. Hij zal optreden als uitvoerend producent en ook zelf de hoofdrol spelen in de film. Hij werkt ook samen met Guy Chambers aan het creëren van de filmsoundtrack. Aanvankelijk werd een grote rol in de film toegekend aan Gérard Depardieu, wat zijn comeback na een onderbreking van drie jaar zou betekenen (veroorzaakt door zijn arrestatie na beschuldigingen van seksueel misbruik). Echter, gezien de controverse die al snel door deze casting ontstond, heroverwogen de producenten hun beslissing en trokken deze keuze in.

## Discografie
- Thank Fuck It's Christmas (single, 2022)
- Still Kicking (single, 2023)
- "Silent Night" vs "Santa Claus Is Coming To Town" (single, 2023)
- Be Careful What You Wish For (single, 2024)
- God Save the King (single, 2024)